# کوسوکه شیرای
کوسوکه شیرای (انگلیسی: Kosuke Shirai؛ زادهٔ ۱ مهٔ ۱۹۹۴) بازیکن فوتبال اهل ژاپن است.